# Centrale nucleare di Genkai
Il Genkai Nuclear Power Plant (玄海原子力発電所?, Genkai genshiryoku hatsudensho, Genkai NPP) è un impianto nucleare situato nella cittadina di Genkai, nel distretto di Higashimatsuura, prefettura di Saga, in Giappone. L'impianto è di proprietà e gestito dalla Kyūshū Electric Power Company.
L'unità 3 è stata selezionata per dei test su un combustibile al plutonio speciale. L'impianto occupa un'area totale di 0.87 kilometri quadrati.

## Reattori Installati
Tutti i reattori utilizzano uranio  poco arricchito (3-4%).
| Nome       | Tipo di reattore | Entrata a regime | Potenza elettrica nominale | Potenza termica nominale | Core Tonnage | # of Fuel Assemblies | Costi di installazione |
| ---------- | ---------------- | ---------------- | -------------------------- | ------------------------ | ------------ | -------------------- | ---------------------- |
| Genkai - 1 | PWR              | 1975/02/14       | 559 MW                     | 1650 MW                  | 48 tons      | 121                  | 54,500,000,000 yen     |
| Genkai - 2 | PWR              | 1980/06/03       | 559 MW                     | 1650 MW                  | 48 tons      | 121                  | 123,600,000,000 yen    |
| Genkai - 3 | PWR              | 1993/06/15       | 1180 MW                    | 3423 MW                  | 89 tons      | 193                  | 399,300,000,000 yen    |
| Genkai - 4 | PWR              | 1996/11/12       | 1180 MW                    | 3423 MW                  | 89 tons      | 193                  | 324,400,000,000 yen    |

## Terremoti
Il Terremoto di Fukuoka del 2005 fu avvertito nell'impianto, ma non ci furono danneggiamenti alle strutture.